# Monumentul Eroilor din Drobeta

Monumentul Eroilor din Parcul Rozelor, Drobeta

Monumentul Eroilor  din Drobeta este un monument dedicat eroilor Primului Război Mondial.
Monumentul a fost inaugurat la 4 iunie 1933 și ridicat din inițiativa primarului Virgil Netta. Plasat în Parcul Rozelor, edificiul a fost realizat în perioada 1928-1933 și este un omagiu adus ostașilor români căzuți la datorie în Primul Război Mondial. Opera a fost realizată de arhitectul State Balosin, de sculptorul Teodor Burcă și de pietrarul Carol Umberto. Este clasat ca monument istoric, cod LMI MH-III-m-B-10448.